# ديفيد أوليفر جويس
ديفيد أوليفر جويس (بالإنجليزية: David Oliver Joyce)‏ (مواليد 12 فبراير 1987) هو ملاكم آيرلندي، مثّل بلاده في الألعاب الأولمبية الصيفية 2016.

## روابط خارجية
ديفيد أوليفر جويس على موقع بوكس ريك (الإنجليزية) (registration required)
- ديفيد أوليفر جويس على موقع أوليمبيديا (الإنجليزية)